# نظرية ديباي–هكل
نظرية ديباي–هَكِل هي نظرية تُرجع تباعد سلوك المحاليل الكهرلية عن سلوك المحاليل المثالية إلى القوى الكهربائية الساكنة المؤثرة في أيوناتها، اقتراحت من قبل بيتر ديباي وإريك هكل.